# ستيف بيكنل
ستيف بيكنل (بالإنجليزية: Steve Bicknell)‏ هو لاعب كرة قدم بريطاني، ولد في 28 نوفمبر 1959 في Stockton, Warwickshire ‏ في المملكة المتحدة. لعب مع ليستر سيتي ونادي توركي يونايتد.